# Salud en Austria
La salud en Austria es dividida en dos por el sistema sanitario, muchas personas son beneficiadas por la financiación pública en la atención médica, aunque también tienen la opción de adquirir una prestación sanitaria complementaria. Algunos, optan por el pago por completo sobre su atención sanitaria. El gasto público en salud es del 8.5% del Producto Bruto Interno y la esperanza de vida al nacer es de 81 años, con una tasa de mortalidad infantil de 4 cada mil niños nacidos.

## Historia

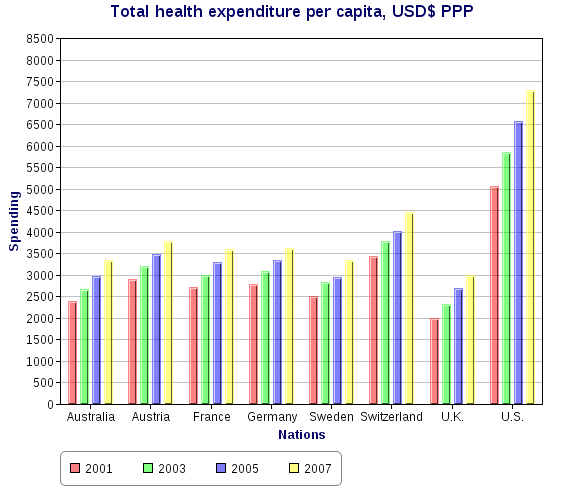
Gasto total en salud per cápita en dólares.

El sistema de salud austríaco fue desarrollado conjuntamente con otros programas de bienestar por el Partido Socialdemócrata de Austria en Viena, durante el período conocido como «Viena Roja».
En 1996 se estipulaba que el 95% de los austríacos tenían un seguro sanitario público, siendo abonado la mitad por el paciente y la otra mitad por el empresario, los niños hasta los estudiantes de 27 años quedan asegurados conjuntamente con sus padres.

## Sistema sanitario
La salud es universal para los residentes de Austria, así también como para otros residentes de la Unión Europea. Estudiantes no nacionales de la UE, EEE o Suiza; que estén estudiando en una universidad austriaca o se estén preparando para acceder a una, deben pagar 51,55 euros mensualmente para acceder al sistema público de salud. Otros estudiantes, que no cumplan estas condiciones, deben abonar 357,48 euros mensualmente para su seguro de salud. En algunos casos, esa carga puede disminuir una cuarta parte, a la suma de 89,37 euros.
En cuanto a la atención sanitaria completamente paga, o también llamada de "comfort", puede incluir mejoras como horarios de visita extendidos, habitaciones privadas o la recepción de un médico en particular.
El servicio de urgencias es muy eficaz en el país, no existen listas de espera para las operaciones con carácter de urgentes, como por ejemplo, las de bypass coronario, pero sí para operaciones menos urgentes.

## Factores de riesgo

### Tabaquismo
El tabaquismo ha sido añadido como un factor de riesgo considerado en los impuestos austríacos, teniendo en 2010 un impuesto del 74% de su valor, calculado en 3.60 euros por paquete de veinte cigarrillos. Aun así, no poseían un control específico gubernamental en cuanto al tabaquismo, produciéndo unos 20 mil euros de gasto anual al gobierno austríaco en 2008.
El 48% de los hombres en Austria y el 47% de las mujeres, en noviembre de 2010, declararon que fumaban.
La promoción y el esponsoreo del tabaco se encuentra vedado en periódicos, revistas y puntos de venta de manera directa, siendo permitidos los anuncios en televisión y en radio, internet y anuncios callejeros. Sólo en los establecimientos educativos se encontraba vedado la utilización de tabaco.

## Comparaciones internacionales

Gasto total en salud comparado 1970-2007. Austria en azul.

El sistema sanitario austríaco recibió el noveno puesto de la Organización Mundial de la Salud (OMS) en su clasificación internacional a mediados del año 2000.
Mientras tanto, la ciudad de Viena ha sido clasificada como la primera en cuanto a calidad de vida, incluyendo la variedad de servicios sociales.

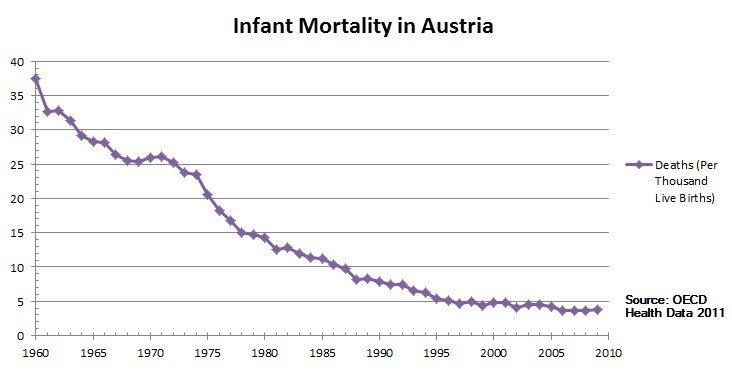
Tasa de mortalidad infantil en Austria 1960-2010.